# Møbelringen Cup 2003
Møbelringen Cup 2003 var den tredje udgave af kvindehåndboldturneringen Møbelringen Cup og blev afholdt fra den 7. – 9. november 2009. Turneringen havde deltagelse af Danmark, Ungarn, Rusland og værtsnationen Norge, der vandt turneringen.

## Resultater
| Dato          | Hold 1  | Hold 2  | Resultat |
| ------------- | ------- | ------- | -------- |
| 7.11          | Danmark | Rusland | 22-21    |
| 7.11          | Norge   | Ungarn  | 26-26    |
| 8.11          | Danmark | Ungarn  | 26-29    |
| 8.11          | Norge   | Rusland | 34-26    |
| 9.11          | Ungarn  | Rusland | 30-31    |
| 9.11          | Norge   | Danmark | 19-19    |
| Kilde (norsk) |         |         |          |

| Hold          | Kampe | Mål   | Point |
| ------------- | ----- | ----- | ----- |
| Norge         | 3     | 79-71 | 4     |
| Ungarn        | 3     | 85-83 | 3     |
| Danmark       | 3     | 67-69 | 3     |
| Rusland       | 3     | 78-86 | 2     |
| Kilde (norsk) |       |       |       |